# 峇里人
峇里人（英語：Balinese people）是一群住在印度尼西亞群島中的峇里島上的原住民族。大部分住在峇里島上，他們佔了峇里島上89%的人口。峇里人也分布在龍目島以及爪哇島（如巴紐旺宜市）。

## 民族分布，人口，語言

### 人口
在2012年的統計中，峇里人約有420萬人，主要分布在峇里省（約三百三十萬人），西努沙登加拉省有119,407人，中蘇拉威西省有115,812人，楠榜省有104,810人，東南蘇拉威西省有49,411人，南蘇門答臘省有38,552人，南蘇拉威西省有27,330人，澳洲有5,529人。

### 語言
使用的語言有峇里語，薩薩克語，印尼語。峇里語是南島語系的一支。
- 南島語系（Austronesian）
  - 馬來-波利尼西亞語系（Malayo-Polynesian）
    - 核心馬來-波利尼西亞語群（Nuclear Malayo-Polynesian）
      - 馬來-松巴哇語（Malayo-Sumbawan）
        - 峇里-薩薩克語（Bali–Sasak）
          - 峇里語（Balinese）

## 地理環境

### 地形
峇里島全島大部分為山地，地勢東高西低，有四座以上的錐形火山峰，其中阿貢火山（峇里峰）海拔3142米，為島上最高點；也有仍在活動期的巴都爾活火山。

### 氣候
峇里島地處熱帶，屬於熱帶乾濕季氣候，乾濕季相當分明，雨季（10月至隔年3月）時吹西北季風，乾季（4月至9月）時則吹東南季風。（這樣的季風型態使得海上交通變得困難，是峇里島與外界聯絡不易的一個原因，因此才有獨立的歷史發展。）乾季期間，東部和北部經常降水不足，此外雨季時可能一整天都無降雨，也可能有兩至三小時的颮，有時降雨過盛會造成道路30公分以上的積水。
峇里島一整年的氣溫大多沒有變化，最低平均氣溫約24度，最高平均氣溫約31度，平均濕度約為78%。 天氣大多炎熱潮濕，體感溫度偏高。

## 歷史沿革
峇里人的歷史演進可以分為三個階段。

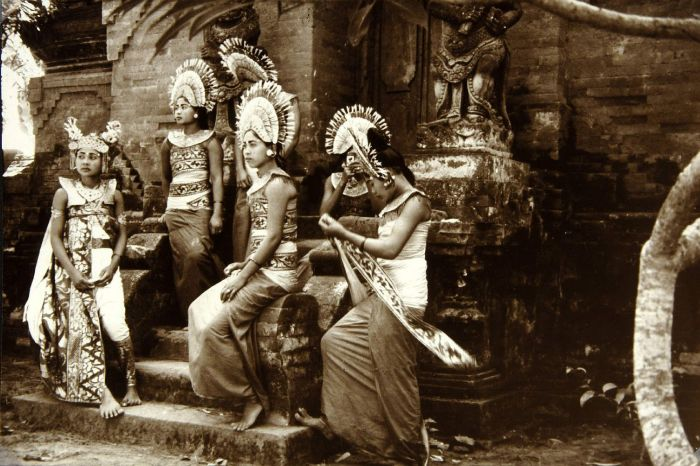
巴厘島舞蹈的表演者，約攝於1920-1940年間。

第一階段在史前，主要為移民自爪哇以及婆羅洲的原馬來人。
第二階段是指在第一和第三階段間，自爪哇來到峇里的人口。
第三階段發生在15世紀和16世紀之間，也就是伊斯蘭教入侵爪哇島時。爪哇島上的貴族和農民在滿者伯夷帝國的滅亡後流亡到峇里島，以逃離馬打蘭王國。這也重新塑造了島上的文化─從傳統的峇里島文化變成傳統爪哇文化與峇里島元素的綜合體。
2005年，一份Karafet et al的DNA報告指出，巴里島人的Y染色體中，有11%近似南亞人種，84%近似南島民族，而剩下的2%近似美拉尼西亞人。

## 社會、家庭與婚姻

### 峇里人的社會分層
峇里種姓制類似於印度的種姓制度，但是較印度種性制度簡單了許多，峇里人的種姓制度分四個階層，階層的單位為瓦爾那。瓦爾那（梵語：वर्ण Varna）是印度教經典中解釋種姓制度的概念，其內涵主要見摩奴法典與瞿曇法經等早期婆羅門教經典。
四個階級分為：
首陀羅：最低等的瓦爾那。是沒有人身自由的奴僕，提供各種服務是他們的責任，構成了93%的峇里人。
Wesias：近似於印度種性制度中的吠舍，第三等的瓦爾那。商人和行政官所構成，而印度種性制度中的吠舍主要為農人和牧人。
剎帝利：第二等的瓦爾那。戰士階級，包含部分貴族和王侯
婆羅門：最高等的瓦爾那，老師、聖人和祭司屬於這個階級。
如果身處不一樣的瓦爾那階級，所使用的方言是不一樣的。幫兩人相遇時，如果不知道對方的層級，會使用一般的峇里語。一旦對話的兩方確立了所屬階級，便會使用合適的峇里語方言來溝通。
由於荷蘭殖民，以及較近代的印尼獨立，加上種姓制度的禁止，種姓制度中的不同階級的在經濟上所扮演的角色以及經濟差距越來越小，使得時至今日，峇里人的種姓制度多在低階種姓階級請求婆羅門階級進行儀式時才能看的出來階級的分別。
在1950與1960年代間，支持種姓制度以及反對的群眾產生了對立。反對者多是受附屬於或受到PKI的影響，也就是印度尼西亞共產黨。而這些反對的群眾多在1965與1966年間的印尼大屠殺事件中遭到殺害。

## 文化
巴厘島文化是巴厘島印度教-佛教的宗教和巴厘島習俗的混合體。當地的舞蹈、戲劇和雕塑相當聞名。該島還以其哇揚庫里特的皮影戲演出而聞名。即使在農村和人際罕見但小村莊，也常可見美麗的寺廟。到處可見熟練的甘美朗樂器玩家和才華橫溢的演員。
傳統上，女性裸露胸部並不會被認為是失禮及觸犯道德，但露出大腿則被視為禁忌。即使在現代峇里社會已不再對此做嚴格規定，但參訪廟宇的觀光客仍需注意。
根據當地的命名系統，一個人的出生順序或是種姓級別會反映在名字中。

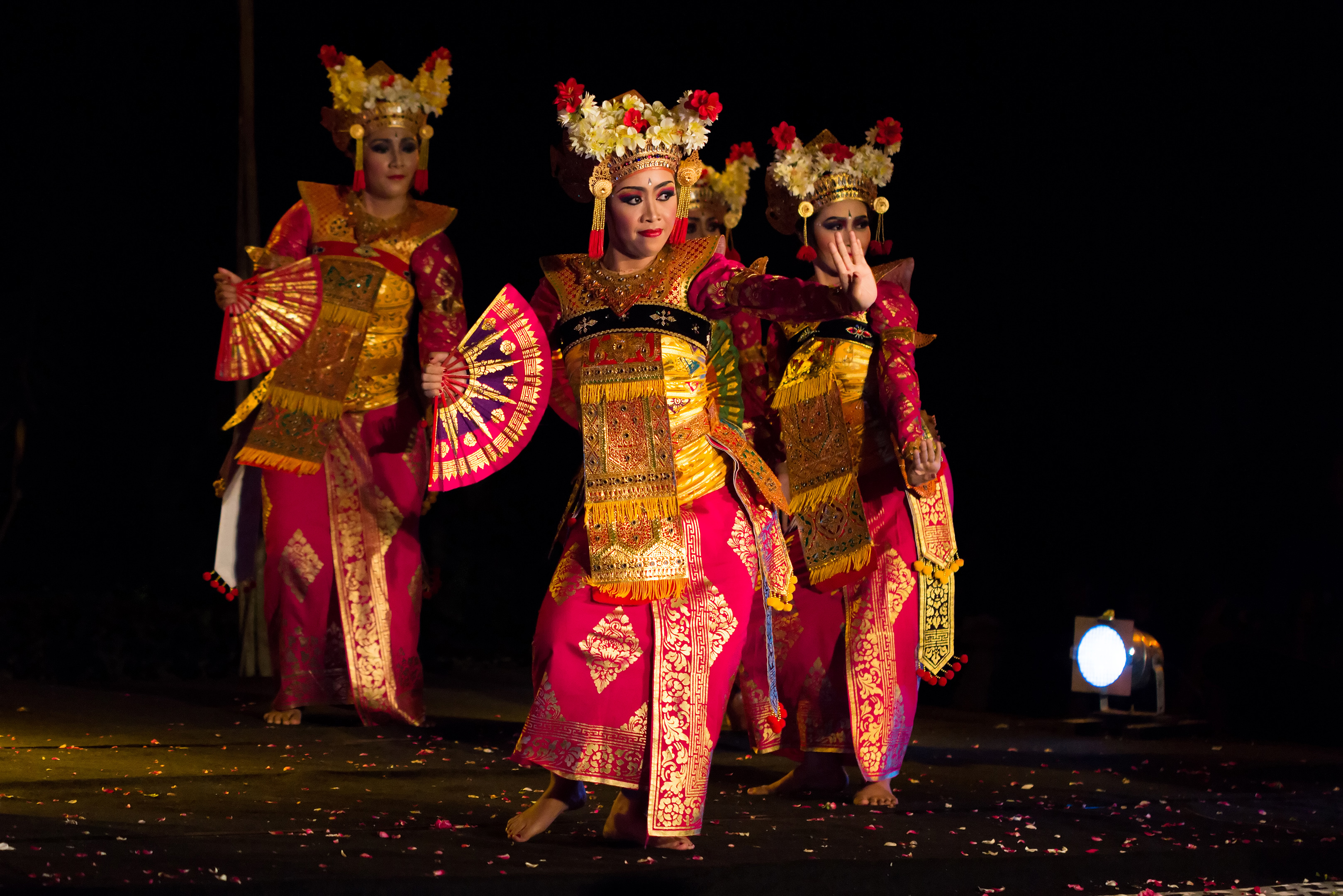
雷貢舞（英语：Legong）表演
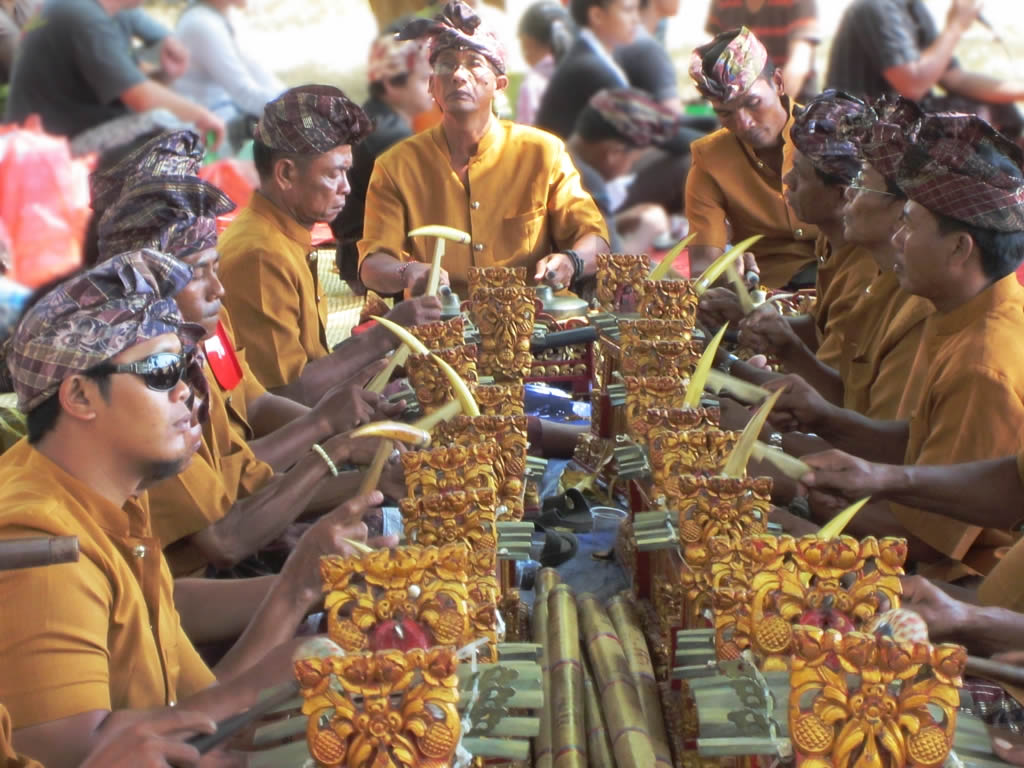
巴厘島形式的甘美朗演奏
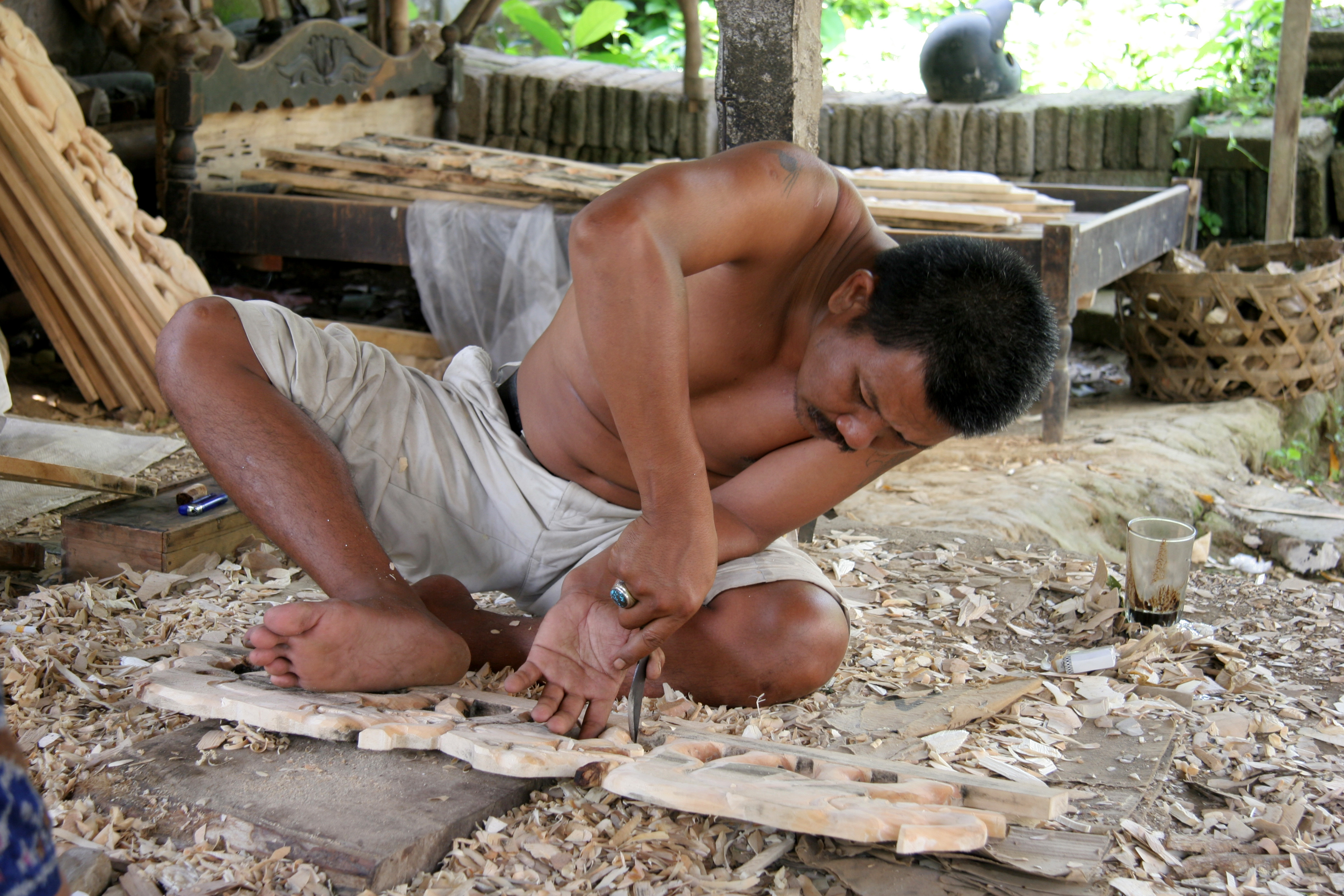
巴厘島木雕師傅
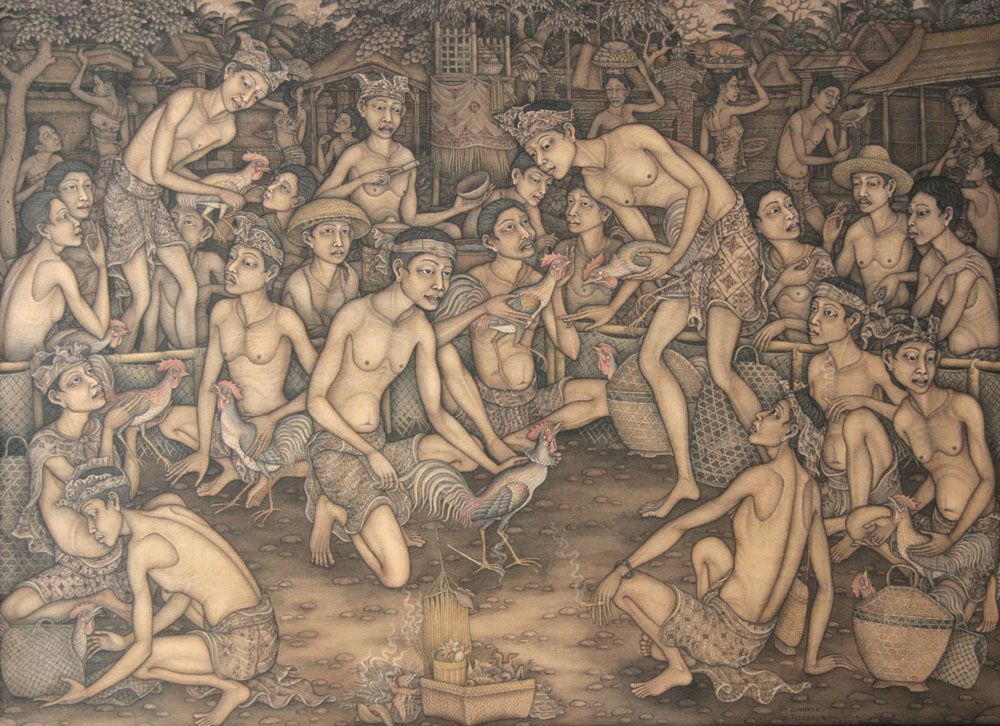
巴厘島繪畫
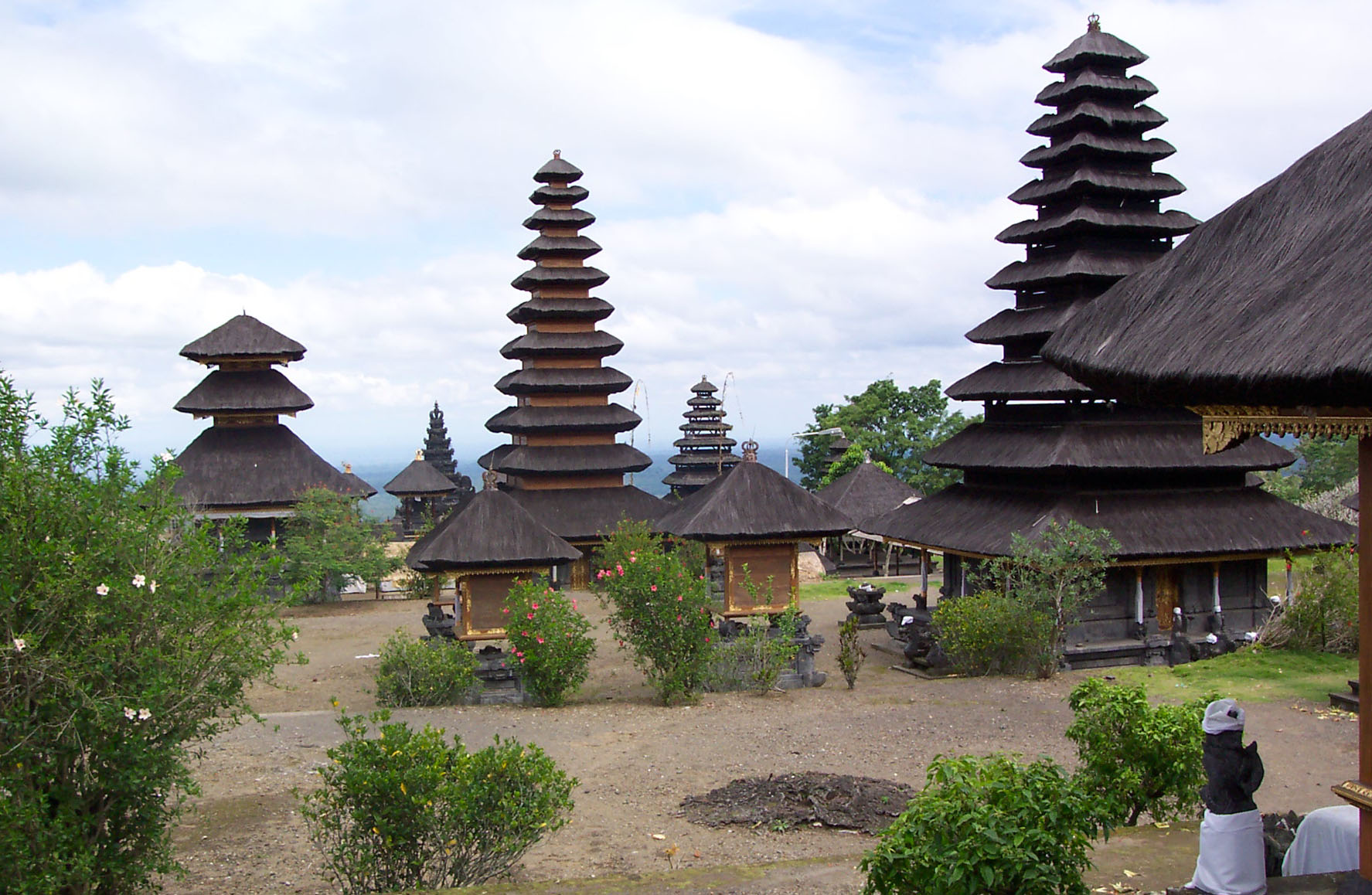
百沙基母廟

### 普普坦
巴厘島人具有普普坦（集體自殺）以表達不屈服於外來者的傳統。在1849年，巴厘島北邊布勒冷羅闍在與荷屬東印度政府對抗失敗後，自身及400位追隨者發動普普坦，全部死亡。最近一次的普普坦發生在印尼獨立革命戰爭期間，由伊·古斯蒂·伍拉·賴中校率領的部隊（印度尼西亞國民軍前身）與荷蘭軍隊在巴厘島對抗，經歷瑪佳拉那戰役後全數戰死。伍拉·賴被封為印尼的民族英雄，巴厘島的伍拉·賴國際機場即以他的名字命名作為紀念。

## 產業與生活
峇里島的觀光業從1969年伍拉·賴國際機場啟用後開始大規模的發展，沙努和庫塔成為觀光勝地；1980年代，高級度假村開始往努沙杜瓦開發；1990年代，開發的風潮開始向庫塔的南北向拓展，範圍從水明漾、雷吉安、金巴蘭到沿岸區，形成廣大的觀光地帶。水明漾的北部就是著名景點海神廟的所在。沙努和庫塔在爆炸案發生之後，當局對於治安採取積極的措施，移除了一些街邊的攤販。
峇里島南部的海岸海浪品質佳，許多世界各國的衝浪好手相繼造訪，成為了衝浪的勝地。最近許多靠衝浪產業為生的人增加，包括衝浪商店和衝浪教練等，甚至是靠衝浪商贊助的專業級衝浪手也增加了。

## 宗教
Religion of the Balinese
絕大多數巴厘島人信奉的是印度教中以尊奉濕婆為主的Agama Tirta（聖水派）。據說是幾個世紀前由印度教傳教士將此信仰帶來此地。當地人將這種信仰與當地的巴厘島神話相結合。但在歷史第三階段，移民浪潮進入巴厘島之前的當地原住民（稱為巴厘島阿加人，主要居住在巴厘島東端的卡朗阿森縣），大多仍保留自己的泛靈論傳統信仰。

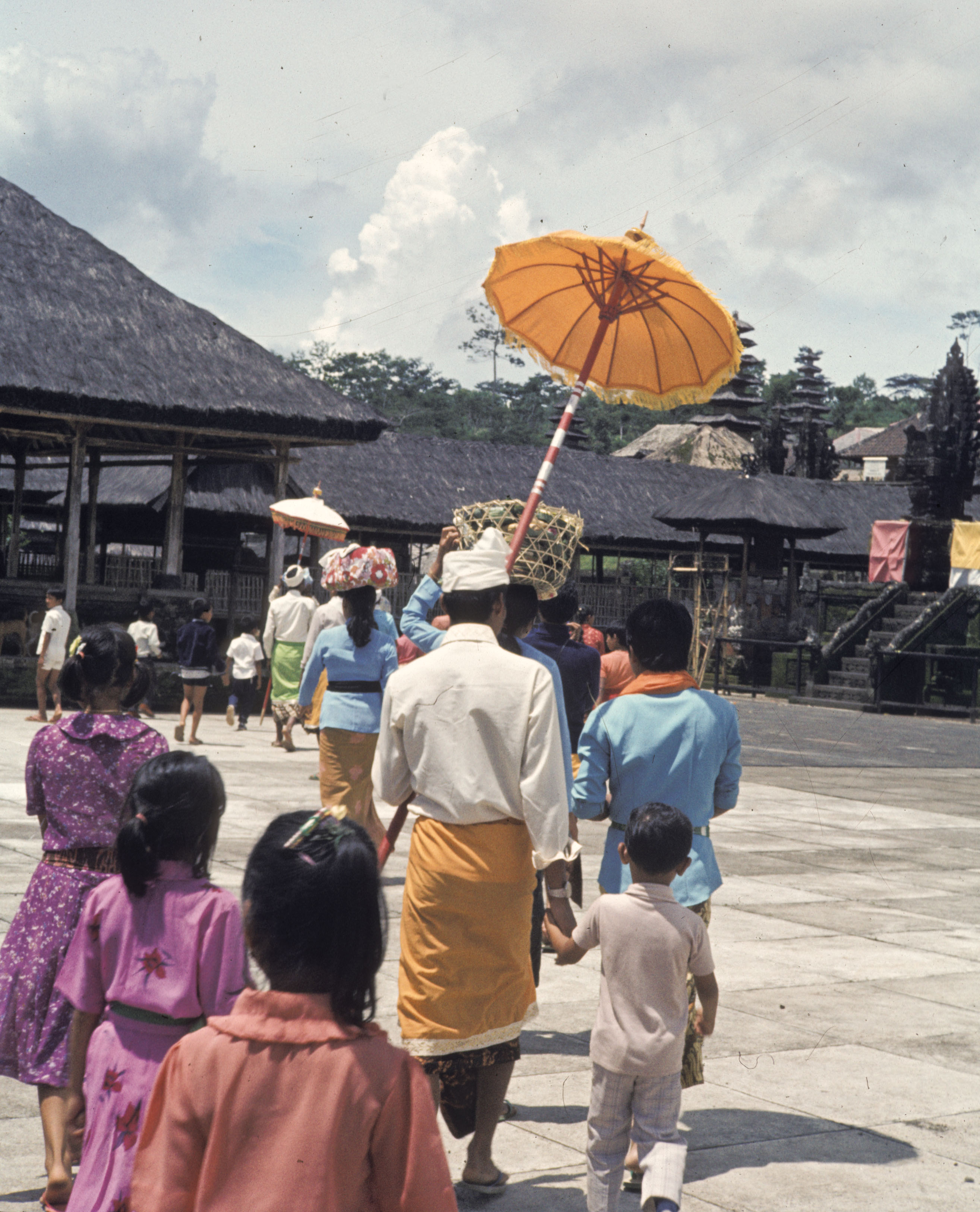
巴厘島人帶著貢物到寺廟膜拜。

水稻種植是巴厘島人主食的主要來源。這種農業需要大量用水，需要複雜的灌溉網絡才能有效運作。當地人建立出稱為蘇巴克的灌溉系統，不僅為農作物提供了灌溉的功能，同時也構建了一套複雜的人造生態系統。這個系統包括五片梯田以及水廟 (Pura Tirta) ，總面積達到近20,000公頃（49,000英畝）。
共同合作的水資源再分配與巴厘島人的宗教和文化習俗相關，代表一種基於相互義務的經濟體系，由水廟的人員管理。水廟的管理者對合作參與者施加精神和文化壓力，以確保運作能夠延續。這些水廟主要位於灌溉網絡的節點，負責把島上山區水源分配到原本水資源稀缺，而無法種利用自然方法種水稻的低地。
有證據顯示這種系統早在公元11世紀即已存在，而延續至今。根據農家人口的遺傳證據顯示，當初是因為有這種系統，水稻種植由島上最早的種植區，靠親戚關係而散布到原本氣候並不適宜的地區。這些水廟的聲望與他們在蘇巴克系統中的位置有關，位於主要水源的寺廟具有重要的文化影響力。當地王室與這類主要寺廟聯繫在一起，將自己的聲望與水廟的聲望結合，並介入水廟的營運，以此作為提高影響力的手段。
這種有形基礎設施系統代表一種持久的信仰網絡，它鼓勵參與者繼續留在其中，並提供一個平衡機制，讓原本無法以自然方式種植水稻的人也能享有這種需大量用水的耕作方式。

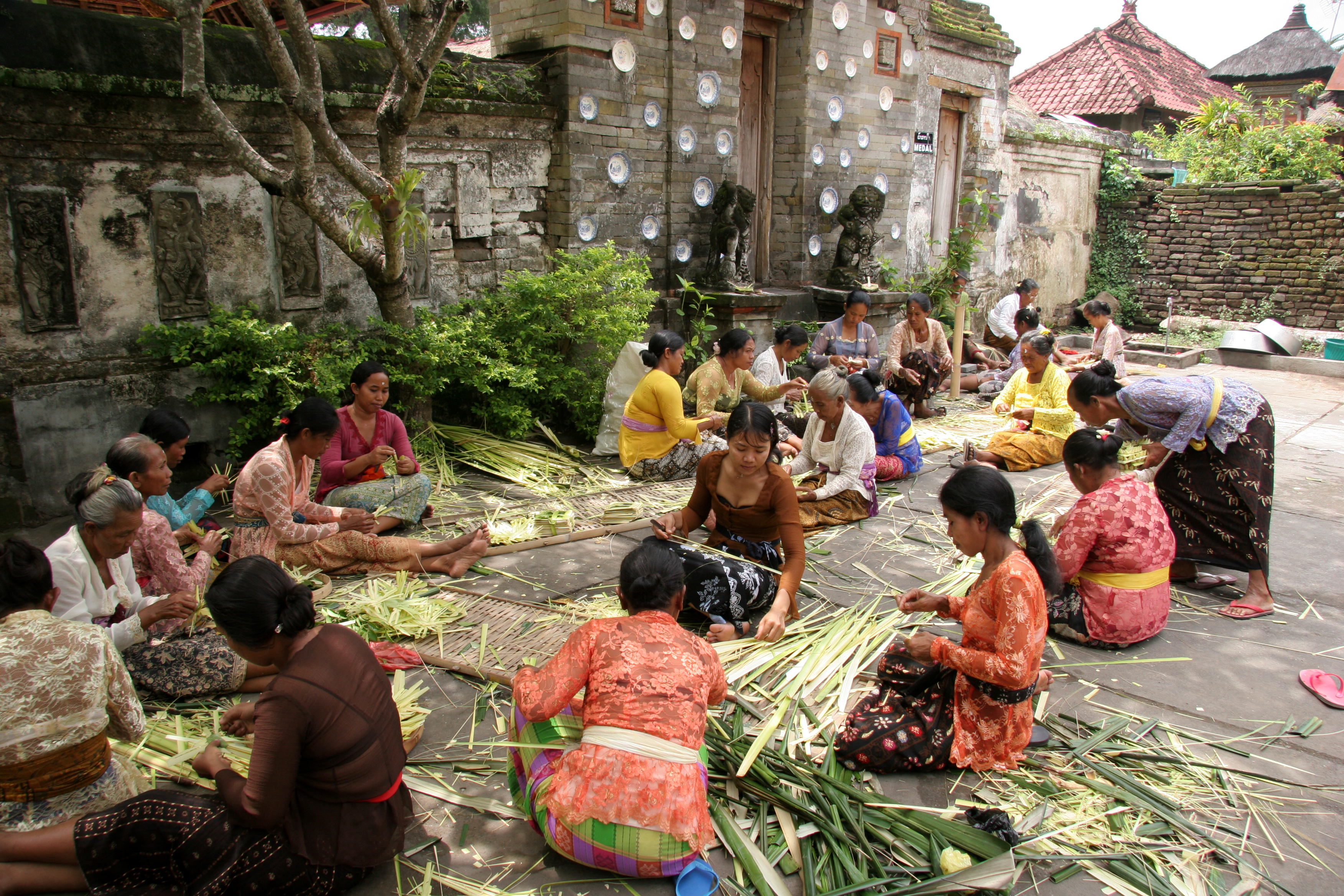
巴厘島女性合力為節慶活動做準備。

## 節日
當地有各式的節日慶典，包括有為期9日的庫塔嘉年華（Kuta Karnival）、沙努爾村節Sanur Village Festival （页面存档备份，存于）以及峇里島風箏節等。